# Joseph von Fraunhofer
Joseph von Fraunhofer (Straubing, 1787. március 6. – München, 1826. június 7.) német vegyész, csillagász, fénykutató fizikus, aki kitűnő optikai műszereket is készített.  Legismertebb fölfedezése a Nap színképében található sötét vonalak, a nevét viselő Fraunhofer-féle vonalak rendszere.

## Élete
A bajorországi Straubingban született. Tizenegy éves korában árvaságra jutott, ezért korán munkába állt egy üvegműves- és optikus mesternél, Philipp Anton Weichelsbergernél. 1801-ben a műhely összedőlt, és maga alá temette Fraunhofert. A mentést vezető IV. Miksa József bajor választófejedelem Fraunhofer tehetségét fölismerve taníttatta, könyvekkel látta el. Nyolc hónap tanulás után a Bajor Akadémia Optikai Intézetébe (az ún. Utzschneider-féle optikai intézetbe) került — eleinte mint üvegcsiszoló, később egyre tudományosabb munkakörökben. Fő tevékenységeként a lencsés távcsövek (refraktorok) leképezését próbálta javítani.
Azt, hogy egy konkáv koronaüveg és egy konvex flintüveg lencse összeillesztésével akromatikus (több hullámhosszra azonos fókuszt adó) objektív készíthető, már 1729-ben felismerte Chester Moor Hall. Ö azonban nem volt optikus, tehát az elképzelés kipróbálására az 1750-es évekig kellett várni. Ekkor kezdett  John Dollond cége és Jesse Ramsden kereskedelmi mennyiségben és minőségben akromatikus lencséket csiszolni. Ezeket a legkülönfélébb optikai eszközökben használták fel, de a leképezést továbbra is rontotta, hogy a flintüveg minősége meglehetősen gyatra, egyenetlen volt. Fraunhofer úgy vélte, az az alapvető hiba, hogy nem ismerik elég pontosan az egyes üvegfajták törésmutatóit. Ezek pontosabb meghatározását főleg az akadályozta, hogy a színkép színei „átfolynak” egymásba, és nem ismertek olyan stabil pontokat, amiket viszonyítási alapul használhattak volna.
1805-ben kezdte a közös munkát Pierre-Louis Guinand-nal, akivel megpróbáltak minél tökéletesebb fénytani üvegeket előállítani. Ehhez kiváló lehetőséget adott a München melletti egykori bencés kolostorban, Benediktbeuernben álló intézet nagy üveghutája.
1807-től Guinand üvegeit használva minden korábbinál nagyobb és tökéletesebb leképzésű távcsöveket, majd 1811-től mikroszkópokat is készített.
1814-ben Fraunhofer egy, az olajlámpa fényének felbontására szolgáló készüléket épített. A prizmával előzetesen felbontott fényt két résen bocsátotta át, és az így erősen leszűkített fénynyalábot engedte az újabb, immár a vizsgálandó anyagból készült prizmára. A lámpa fényében mindössze egy, jól azonosítható világos csíkot talált, a mérésekhez azonban legalább még egyre lett volna szüksége. A megoldást a megvilágítás változtatása hozta meg: amikor próbaképpen napfényt használt, annak színképében tömérdek, eltérő intenzitású fekete vonalat fedezett fel. 574 ilyen vonalat azonosított; ezeket róla nevezték el Fraunhofer-féle vonalaknak, bár az elsőket William Wollaston fedezte fel. (Wollaston azonban az általa észlelt hét sávot a színek „természetes határainak” tekintette, és nem foglalkozott többé azok vizsgálatával.) A legjellegzetesebbeket, legerősebbeket az ábécé nagybetűivel jelölte meg, és ezeket azonosítóként használva mindenki másnál jobban meg tudta mérni a különböző anyagok törésmutatóit. Később, érzékenyebb műszerekkel jóval több ilyen vonalat találtak, és megállapították, hogy ezek atomok, illetve ionok elnyelési vonalai.
Ebben az időben Bajorország még Angliát is fölülmúlta optikai eszközeinek finomságával. Még Faraday sem tudott olyan kitűnő optikákat készíteni, mint Fraunhofer, aki 1818-ban az Optikai Intézet igazgatója lett.
Munkásságáért 1822-ben az Erlangeni Egyetem díszdoktorává avatta. 1823-ban az Optikai Intézetet Benediktbeuernből Münchenbe költöztette. 1824-ben nemességet kapott és München városának díszpolgárává választották. A müncheni Akadémia rendkívüli tagjává választotta. 1826-ban, mindössze 39 évesen hunyt el gümőkórban. Sírja az Alter Südfriedhof temetőben van.

## Tudományos munkássága

Fraunhofer-féle vonalak
a Nap színképében

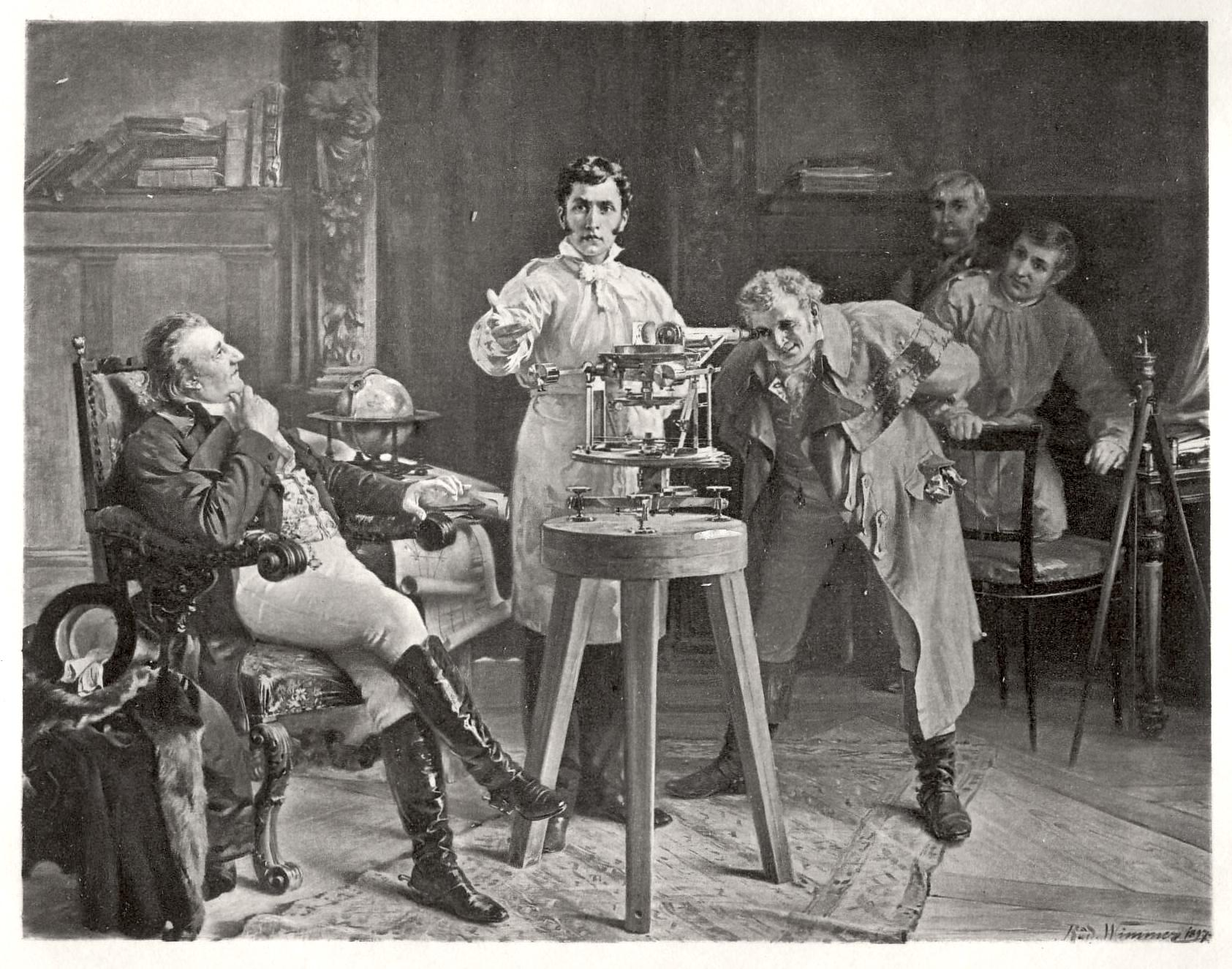
Fraunhofer bemutatót tart
a spektroszkóppal

Fraunhofer 1814-ben megalkotott, prizmát és okulárt kombináló műszere tekinthető a spektroszkóp közvetlen elődjének.
Elsőként volt képes pontosan megmérni szilárd és folyékony testek fénytörő képességét.
Felfedezte a szem kromatikus aberrációját.
Ő vizsgálta meg először az elektromos szikra spektrumát, és azt találta, hogy az nem folytonos, hanem színes sávokból áll. A spektrumokkal kísérletezve képes volt meghatározni a kombinálandó lencsék görbületi sugarait. Az így előállított kéttagú objektív már mai szemmel nézve is jó, bár nem hibamentes képet adott.
Korszakalkotó tettének tekintik az ún. német ekvatoriális mechanika prototípusának megalkotását (1824). Ilyen típusú állványzatra szerelte a dorpati obszervatórium számára készített, 24 cm-es lencséjű refraktort. Az óragépet súly hajtotta, a távcső vezetése csupán kisebb beavatkozásokat, korrekciókat igényelt.
A csillagok színképeit vizsgálva felfedezte, hogy azok jelentősen különböznek egymástól. Részben az ő munkásságát folytatva készítette el Pietro Angelo Secchi olasz csillagász a csillagok első tipizálását (akkor még mindössze három osztállyal).
Elsőként alkalmazta széleskörűen az optikai rácsot (diffrakciós rácsot). Ezzel a színképelemzést (spektroszkópiát) kvalitatív tudományból kvantitatív tudománnyá avatta. Fölismerte azt is, hogy a Szíriusz és más, elsőrendű csillagok színképe különbözik a Napétól. Ez volt a csillagászati spektroszkópia első lépése. Az optikai rács létrehozásához külön erre szolgáló, ún. osztógépet szerkesztett.
Számos műszert és eszközt fejlesztett lencsék készítésére alkalmas üvegfajták előállítására, illetve lencsék csiszolására. Különféle üvegfajták fényelhajlító tulajdonságait tanulmányozva homogén fény előállítására törekedett.
A berlini obszervatórium számára készített heliométer is korának technikai csúcsteljesítménye volt (ez a készülék az égitestek távcsőben látott átmérőjének pontos mérését teszi lehetővé).

## Művei
- Bestimmung des Brechungs- und des Farbenzerstreuungs-Vermögens verschiedener Glasarten, in Bezug auf die Vervollkommungschromatischer Fernröhre. (Denkschriften der Münchner Akad. Band V. 1814 bis 1815) — akadémiai doktori értekezés a Nap színképvonalainak felfedezéséről;

## Emlékezete
Róla nevezték el az általa felfedezett Fraunhofer-féle vonalakat.
Szobra Münchenben áll.